# Tumeter
Tumeter (perski: تومتر) – wieś w Iranie, w ostanie Azerbejdżan Zachodni. W 2006 roku miejscowość liczyła 685 mieszkańców w 189 rodzinach.